# Christian Taillefer
Christian Taillefer (ur. 29 sierpnia 1970) – francuski kolarz górski, mistrz Europy oraz brązowy medalista mistrzostw świata.

## Kariera
Największy sukces w karierze Christian Taillefer osiągnął w 1992 roku, kiedy zdobył brązowy medal w downhillu podczas mistrzostw świata w Bromont. W zawodach tych wyprzedzili go jedynie dwaj Amerykanie: Dave Cullinan oraz Jimmy Deaton. Był to jedyny medal wywalczony przez Taillefera na międzynarodowej imprezie tej rangi. Ponadto Francuz jest wielkortnym mistrzem kraju, mistrzem Europy oraz rekordzistą świata w prędkości na śniegu. Nigdy nie wystąpił na igrzyskach olimpijskich. 